# Loriculus vernalis
El lorículo vernal (Loriculus vernalis) es una especie de ave psitaciforme de la familia Psittaculidae que vive en el sur de Asia. 

## Descripción

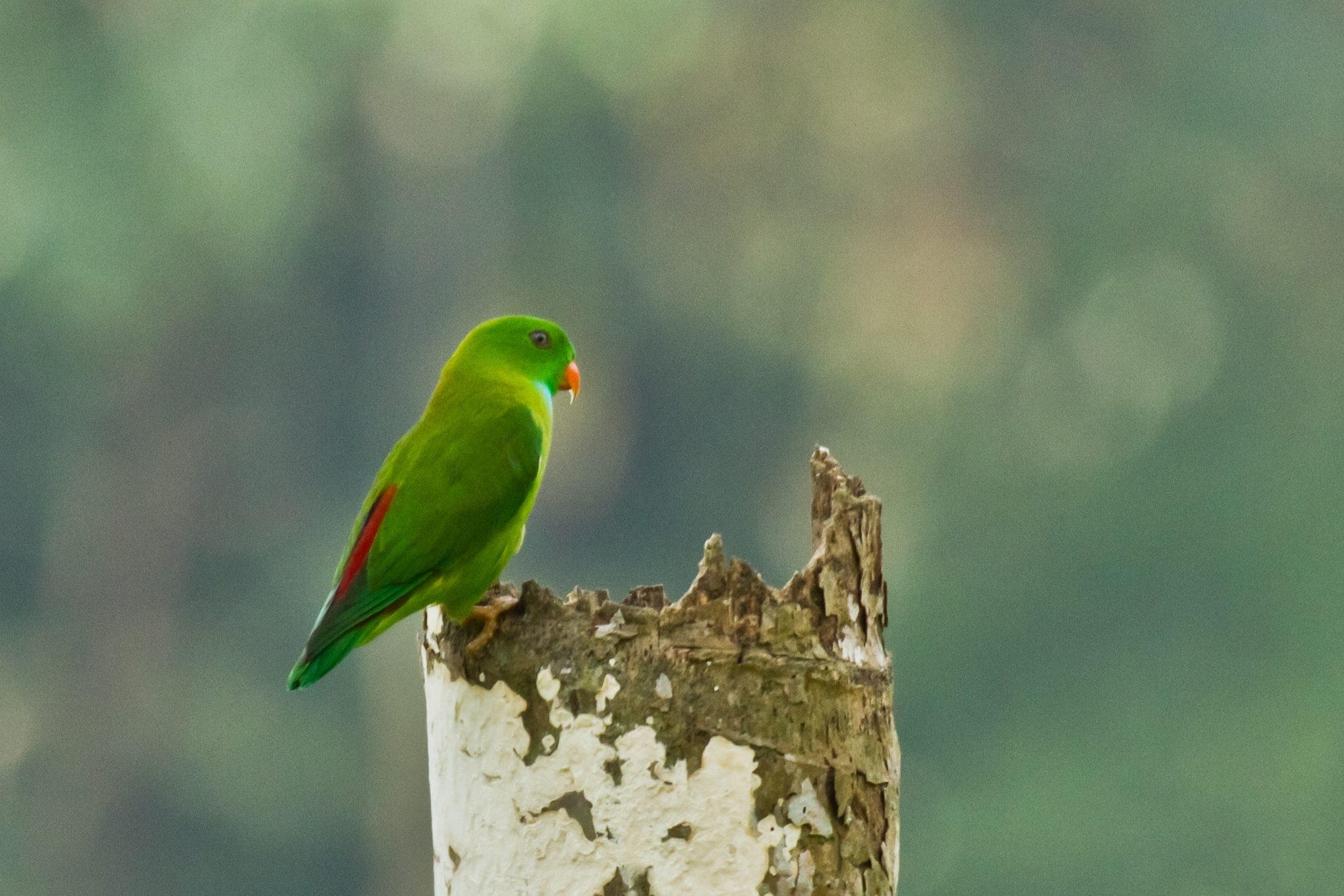
Se caracteriza por la mancha roja de su obispillo.

Es un loro pequeño, de solo 14 cm de largo, y de cola corta. Su plumaje es principalmente verde y su pico rojizo es corto y muy curvado hacia abajo. Los machos adultos tienen una mancha roja en el obispillo y la base de la cola y la garganta de color azul claro. La hembra carece de la mancha azul de la garganta o es muy pequeña. El iris de ambos sexos es de color blanco. Los inmaduros tienen el obispillo de tonos más apagados y carecen de la mancha azul de la garganta.

## Distribución
La especie se encuentra en el subcontinente indio y el sudeste asiático continental y las islas Andamán. En Sri Lanka es reemplazado por su congénere endémico de la isla el lorículo de Ceilán (L. beryllinus), de aspecto similar.

## Comportamiento
Realiza desplazamientos locales en busca de frutos, semillas y brotes que son a base de su dieta. Frecuentan los baniano por sus frutos y las plataneras para alimentarse del néctar de sus flores. El lorículo vernal se encuentra en la jungla seca y los campos de cultivo. Es una especie menos gregaria que sus parientes, y generalmente se encuentra en pequeños grupos fuera de la época de cría. Su vuelo es rápido y directo, y sus llamadas consisten en parloteos estridentes.

### Reproducción

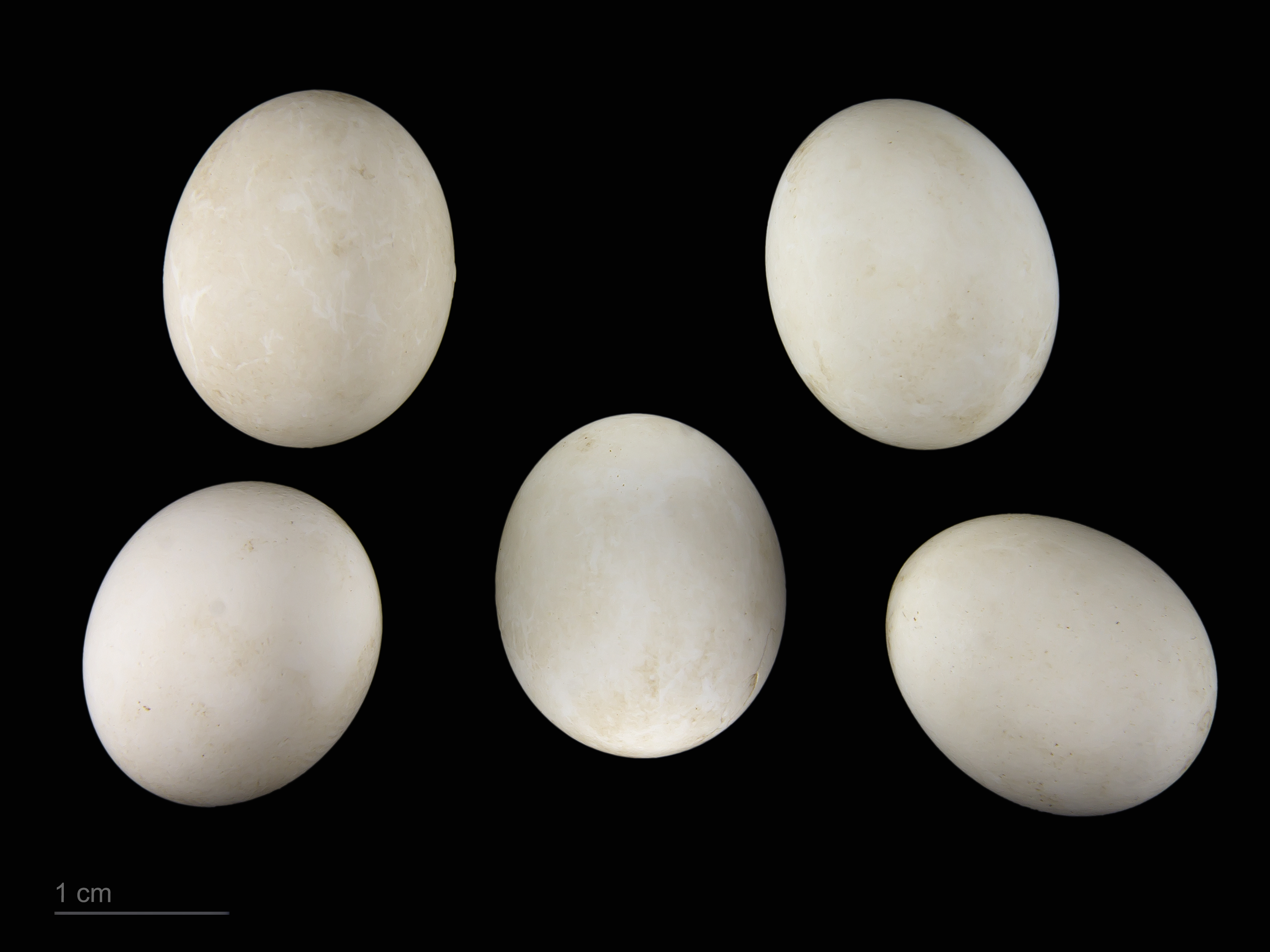
Loriculus vernalis - MHNT

El lorículo vernal anida en los huecos de los árboles. El interior está recubierto con fragmentos de hojas. Suele poner de 2 a 4 huevos blancos, aunque la puesta típica es de tres huevos. Las hembras los incuban durante 20 días, y los polluelos dejan el nido a los 33 días tras la eclosión.